# Photograph (에드 시런의 노래)
〈Photograph〉는 영국의 싱어송라이터 에드 시런의 두 번째 스튜디오 음반 《x》 (2014년)에 수록된 곡이다. 시런은 스노 패트롤 멤버 조니 맥다이드와 함께 이 곡을 작곡했다. 다른 프로듀서들과 여러 버전을 녹음한 후, 시런은 제프 배스커에게 도움을 요청했고, 이 협업으로 배스커가 몇 달 동안 더 발전시킨 버전이 만들어졌다. 발라드는 주로 어쿠스틱 기타, 피아노, 프로그램된 드럼에서 음악을 파생한다. 시각적으로 묘사된 가사로 시런이 투어 중 당시 여자친구와 떨어져 있던 경험을 바탕으로 한 장거리 연애에 대해 논의한다.
이 곡은 비평가들로부터 전반적으로 지지적인 평을 받았는데, 비평가들은 시런의 모든 사람들에 대한 사랑 사용에 주목했다. 〈Photograph〉는 이 음반의 다섯 번째이자 마지막 싱글로 사용되었다. 그것은 5개국 이상에서 주요 싱글 차트에서 상위 5위 안에 들었다. 10위로 정점을 찍은 미국에서, 〈Photograph〉는 이 음반의 세 번째 싱글이 되었다. 영국에서는 15위에 올랐고 그 이후로 쿼드러플 플래티넘 인증을 받았다. 이 싱글은 호주와 캐나다에서도 더블 플래티넘 인증을 받았고 뉴질랜드와 이탈리아에서도 플래티넘 인증을 받았다.
2015년 5월 9일 뮤직 비디오가 초연된 후 2014년 6월 23일 발매되었다. 이 영상은 시런의 어린 시절, 어린 시절, 사춘기의 실제 홈 영상을 몽타주한 것으로, 그의 악기 연주 성향과 레고에 대한 애착 등 그의 사생활에 대한 통찰을 제공한다. 이 비디오는 2016년 브릿 어워드에서 최우수 비디오 후보에 올랐다. 시런은 2014년부터 2015년까지 진행된 자신의 x Tour와 텔레비전 쇼에서 이 노래를 공연했다.

## 배경 및 구성

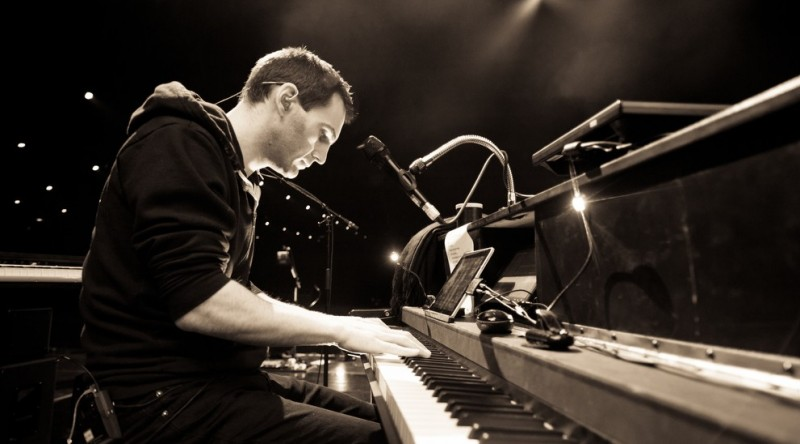
시런은 이 곡의 기초가 된 피아노 루프를 가진 맥다이드(사진)와 함께 〈Photograph〉를 썼다.

에드 시런은 2012년 5월 아일랜드 밴드 스노 패트롤의 보컬리스트 조니 맥다이드와 함께 〈Photograph〉를 작곡했다. 시런은 북미 일정의 지원 공연으로 밴드와 함께 투어를 했다. 맥다이드는 3음 피아노 루프를 가지고 있었는데, 이것이 〈Photograph〉의 기초가 되었다. 이 곡의 개발은 시런이 캔자스시티의 한 호텔 방에 있을 때 맥다이드의 노트북에서 재생되고 있던 루프에 맞춰 "loving can hurt, loving can hurt (사랑하는 것은 해칠 수 있고, 사랑하는 것은 해칠 수 있다)"라고 콧노래를 부르고 있을 때 시작되었다. 시런은 "나는 콧노래를 부르기 시작했고, 맥다이드는 그 뒤에 비트를 넣었다"고 회상했다.
그들은 시런이 레고를 만들고 맥다이드가 그의 노트북으로 작업하는 동안 이 노래에 대한 아이디어를 개발했다. 4시간 후, 시런은 기타를 집었고 그들은 작곡을 적절하게 구성하기 시작했다. 시런에 따르면, 그들은 "약 30분 안에" 이 노래를 작곡했다. 둘 다 다음날 노래를 다시 듣고 나서야 무슨 일이 일어났는지 깨달았다. 그리고 나서 그들은 그 노래를 녹음하기로 결정했다. 콜로라도주 덴버에 있는 동안 시런은 그 노래를 완성했다.
시런은 〈Photograph〉가 그의 두 번째 스튜디오 음반을 위해 "제대로" 완성된 첫 번째 음반이라고 인정했다. 그에 따르면, 그는 "아마" 60에서 70개의 버전의 노래를 녹음했다고 하고, 이것들은 라이브에서 피아노 반주에 이르기까지 다양했다. 맥다이드와 함께 만든 초기 버전 외에도, 시런은 시런의 데뷔 음반의 많은 부분을 프로듀싱한 작곡가 겸 프로듀서인 제이크 고슬링과 후속 음반의 다른 트랙에 참여한 프로듀서인 릭 루빈과 함께 녹음했다. 하지만, 시런은 이 버전들이 "절대로 맞지 않는다"고 생각했고 결국 프로듀서인 제프 배스커에게 도움을 요청했다. 이 특별한 협업은 배스커가 몇 달 동안 지속적으로 개선한 버전을 만들었다. 에밀 헤이니는 추가 프로듀싱으로 음반의 라이너 노트에 이름을 올렸다. 2015년 1월 24일, 시런은 《VH1 스토리텔러》를 위한 〈Photograph〉의 뒷이야기를 떠올렸다.

## 음악, 가사, 영감

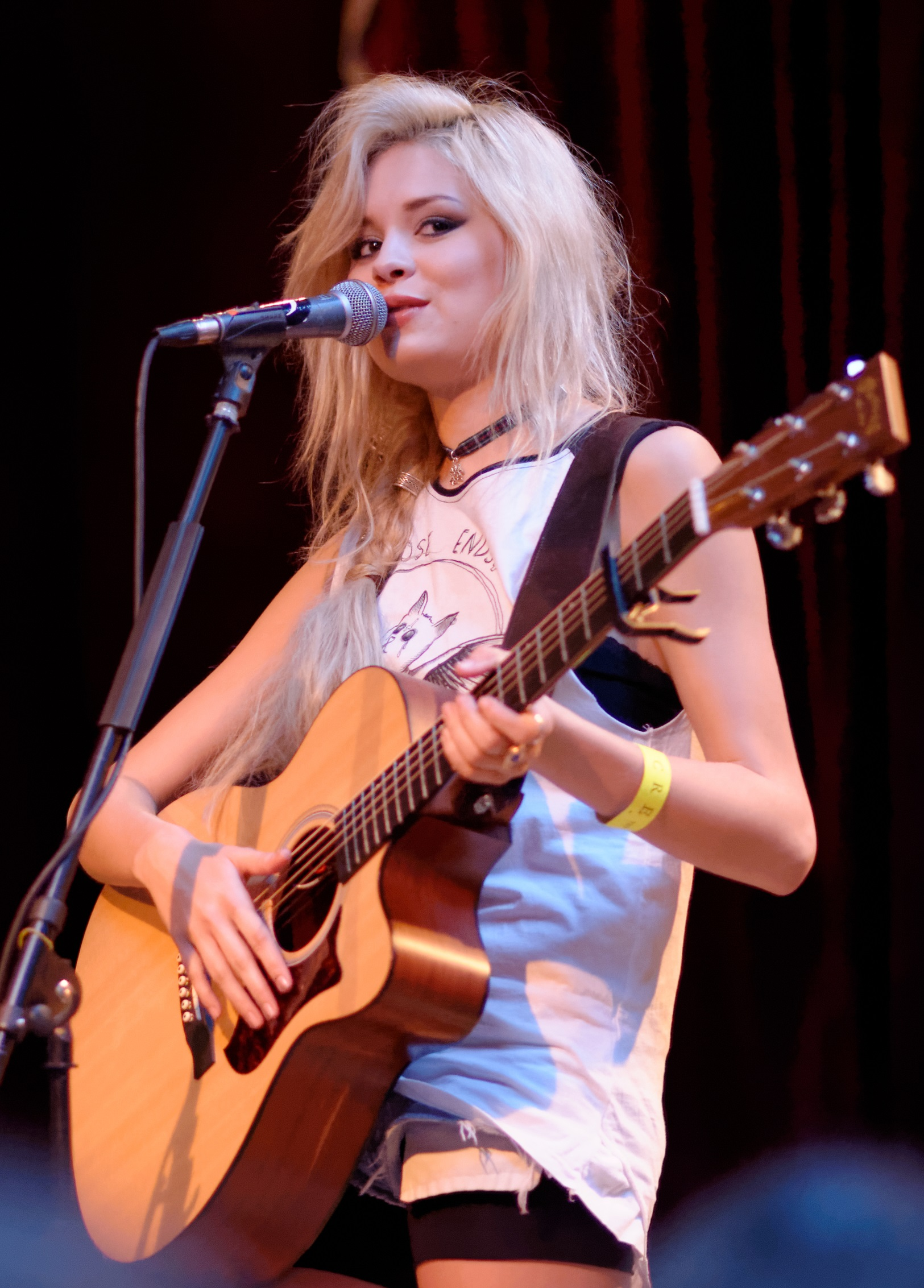
〈Photograph〉는 시런의 전 여자친구인 니나 네즈빗으로부터 영감을 받았다.

어쿠스틱 팝 발라드 〈Photograph〉는 어쿠스틱 기타, 피아노, 현악기, 오르간, 전기 및 베이스 기타, 프로그래밍된 드럼에서 음악을 파생한다. 멜로디는 기타 스트럼과 피아노 건반으로 쌓이고, 드럼, 현악기, 오르간 등이 그 뒤를 잇는다. 그것은 분당 108박자의 템포를 가지고 있으며, 원래 발표된 키는 마장조이다. 〈Photograph〉는 대중음악에서 흔히 볼 수 있는 코드 진행을 특징으로 한다.
그 노래의 가사는 장거리 연애를 기록하고 있다. 주인공이 "등기둥 아래, 6번가 뒤쪽"에서 자신에게 키스한 것을 기억하고, "찢어진 청바지의 주머니에" 사진을 보관하는 등 세밀한 이미지를 담고 있다. 이 가사는 시런이 장거리 연애를 한 경험에서 영감을 받았다. 그는 스코틀랜드의 싱어송라이터 니나 네즈빗과 1년 이상 사귀었다. 이 관계 동안 시런은 네즈빗을 떠나 5개월을 보냈다. 스노 패트롤과 함께 콘서트 투어를 하는 동안 3개월, 그리고 자신의 투어에서 2개월을 보냈다. 2017년 6월 27일 캔자스시티에서 열린 콘서트에서 시런은 이전 투어에서 캔자스시티 인터컨티넨탈 호텔에서 〈Photograph〉를 작곡했다고 언급했다.

## 차트 성과
〈Photograph〉와 음반의 나머지 트랙은 높은 스트리밍 속도로 인해 영국 싱글 차트에 진입했다. 이 싱글은 2014년 7월 5일까지의 주간 차트에서 44위로 데뷔했다. 2015년 11월 5일까지 50주 동안 차트에 머물렀다. 2017년 3월 17일, 영국 축음기 협회는 총 240만 장의 판매량에 대해 싱글 쿼드러플 플래티넘을 인증했다. 2017년 9월 기준으로 이 곡은 실제 판매량 386,000장을 기록했으며, 9600만 개의 스트리밍을 통해 총 134만 7,000장을 보유하고 있다.

## 곡 목록
- CD 싱글[19]

1. "Photograph" – 4:19
2. "I Will Take You Home" – 3:59

- 디지털 다운로드 (리믹스)[20]

1. "Photograph" (Felix Jaehn Remix) – 3:22
2. "Photograph" (Jack Garratt Remix) – 3:05

## 인증
| 국가                                                            | 인증        | 판매량/출하량 |
| --------------------------------------------------------------- | ----------- | ------------- |
| 오스트레일리아 (ARIA)                                           | 9× 플래티넘 | 630,000       |
| 오스트리아 (IFPI 오스트리아)                                    | 플래티넘    | 30,000        |
| 벨기에 (BEA)                                                    | 골드        | 10,000        |
| 캐나다 (뮤직 캐나다)                                            | 7× 플래티넘 | 560,000       |
| 덴마크 (IFPI Danmark)                                           | 4× 플래티넘 | 360,000       |
| 독일 (BVMI)                                                     | 다이아몬드  | 1,000,000     |
| 이탈리아 (FIMI)                                                 | 6× 플래티넘 | 300,000       |
| 멕시코 (AMPROFON)                                               | 골드        | 30,000*       |
| 뉴질랜드 (RMNZ)                                                 | 2× 플래티넘 | 30,000*       |
| 폴란드 (ZPAV)                                                   | 플래티넘    | 50,000        |
| 포르투갈 (AFP)                                                  | 3× 플래티넘 | 60,000        |
| 스페인 (PROMUSICAE)                                             | 2× 플래티넘 | 80,000        |
| 스웨덴 (GLF)                                                    | 플래티넘    | 40,000        |
| 스위스 (IFPI 스위스)                                            | 플래티넘    | 30,000        |
| 영국 (BPI)                                                      | 4× 플래티넘 | 2,270,000     |
| 미국 (RIAA)                                                     | 4× 플래티넘 | 4,000,000     |
| *판매량을 기반으로 한 인증 · 판매량+스트리밍을 기반으로 한 인증 |             |               |